# Tidal River
Tidal River é uma localidade no Parque Nacional do Promontório de Wilsons, no Promontório de Wilsons, Vitória, Austrália. Ele contém os principais centros de administração e serviços do parque, além de um acampamento permanente que leva o nome do rio Tidal, que passa pelo acampamento ao norte.